# 數位通國際
數位通國際網路股份有限公司（eASPNet Taiwan Inc.），成立於2000年，為台灣一間資訊服務公司。主要經營數據中心IDC機房服務、雲端應用服務、數據網路服務、IT專業委外服務、資安檢測相關服務。數位通建置之資料中心擁有國際組織TruSecure認證，符合國際專業網際網路資料中心(Tier 3)標準。於2012年和2018年分別榮獲BSI英國標準協會ISO 27001/27011資訊安全管理驗證與ISO 27017/27018雲端服務之安全暨個資保護管理驗證。數位通經營之資料中心，擁有電信級設備、中立網際網路及國際海纜交換中心，滿足國內外數據資料交換需求。
2016年推出與VMware合作之GWS混合雲方案。
2020年底與泰國資料中心營運商SUPERNAP Thailand合作，將GWS雲端應用服務平台的技術與經驗輸出。

## 外部連結
- 數位通國際官方網站 （页面存档备份，存于）
- 數位通國際的Facebook專頁
- YouTube上的數位通國際 eASPNet Taiwan頻道